# Kup europskih prvaka 1984./85. (vaterpolo)
Ovo je dvadeset i drugo izdanje Kupa europskih prvaka. Još u skupinama ispali su Yüzme Istanbul, Pro Recco (branitelj naslova) i ČH Košice.
Poluzavršnica
- Spandau (Njemačka) - Vasas (Mađarska) 8:8, 9:10 (ukupno 17:18)
- CSK VMF Moskva (SSSR) - Partizan (Jugoslavija) 8:7, 6:6 (ukupno 14:13)

Završnica
- CSK VMF Moskva - Vasas 11:11, 5:10 (ukupno 16:21)

- sastav Vasasa (drugi naslov): Gábor Nemes, László Földi, György Krieger, Csaba Mészáros, Imre Budavári, Kuncz, Agardi, György Kenéz, Zsolt Lengyel, Gyula Matusek, Jenő Méhes, Csapo, Liebmann